# Драган Ловрич
Драган Ловрич (хорв. Dragan Lovrić, нар. 3 січня 1996, Спліт, Хорватія) — хорватський футболіст, захисник криворізького «Кривбасу».

## Клубна кар'єра
Вихованець дитячої академії ГОСК. На юнацькому рівні виступав за «Омладинаць» (Враніць), «Адріатік» (Спліт), «Спліт» та «Гориця» (Велика Гориця). У 2014 році перебрався до академії «Катанії». З 1 липня 2015 року грав за «Катанію U-19». Вперше до заявки першої команди клубу потрапив 18 травня 2014 року на переможний (2:1) домашній поєдинок 38-го туру Серії A проти «Аталанти», але так і залишився на лаві запасних. Наступного сезону двічі потрапляв до заявки на поєдинки Серії B, але в жодному з них на полі не з'являвся.
У 2015 році відправився в оренду до представника третього дивізіону італійського чемпіонату «Акрагас». На професіональному рівні дебютував 31 жовтня 2015 року в нічийному (1:1) виїзному поєдинку 9-го туру Серії C проти римського «Расінга». Драган вийшов на поле на 82-ій хвилині, замінивши Джузеппе Мадонію. Восени та взимку 2015 року з'являвся на полі в 3-ох матчаз Серії C за «Акрагас». Наступного року вже виступав в оренді в клубі другого дивізіону Хорватії «Шибеник». Дебютував у новій команді 19 серпня 2016 року в переможному (2:1) виїзному поєдинку Другої ліги Хорватії проти «Хрватскі Драговоляца». Ловрич вийшов на поле на 37-ій хвилині, замінивши Грго Живковича. Проте цей матч так і залишився єдиним для захисника в складі «Шибеника».
Наприкінці червня 2017 року повернувся до «Катанії», яка на той час вже опустилася до Серії C. Дебютував за першу команду клубу 4 листопада 2017 року в переможному (4:1) домашньому поєдинку 12-го туру Серії C проти «Бішельє». Ловрич вийшв на поле на 84-ій хвилині, замінивши свого співвітчизника Луку Богдана. Наприкінці січня 2018 року відправився в свою чергову оренду, до «Алессандрії». У футболці свого нового клубу дебютував 3 квітня 2018 року в нічийному (0:0) домашньому поєдинку 28-го туру Серії C проти «Арзачени». Драган вийшов на поле на 67-ій хвилині, замінивши Маттео Фіссоре. Навесіні 2018 року зіграв 5 матчів за «Алессандрію» в Серії C. Наприкінці червня 2018 року повернувся до «Катанії», після чого зіграв 3 матчі в Серії C та 2 поєдинки у кубку Італії. 18 липня 2019 року залишив команду вільним агентом, після чого майже півроку перебував без клубу.
В середині лютого 2020 року перейшов у клуб другого дивізіону чемпіонату Хорватії «Дугополє». У футболці нового клубу дебютував 23 лютого 2020 року в програному (0:3) виїзному поєдинку 17-го туру Другої ліги Хорватії проти «Кроатії» (Зміявці). Драган вийшов на поле в стартовому складі та відіграв увесь матч. Встиг зіграти 3 матчі в Другій лізі Хорватії.
17 липня 2020 року перебрався до «Зриньські», але не зігравши жодного офіційного матчу, 1 вересня 2020 року перейшов до словенської «Мури». У футболці «Мури» дебютував 20 вересня 2020 року в переможному (1:0) домашньому поєдинку 4-го туру Першої ліги Словенії проти «Гориці». Ловрич вийшов на поле в стартовому складі та відіграв увесь матч. У складі словенського клубу зіграв 21 матч у чемпіонаті та 1 поєдинок у національному кубку.
18 серпня 2021 року підсилив «Кривбас». У футболці криворізького клубу дебютував 18 серпня 2021 року в програному (1:3 пенальті, 1:1 — основний час) виїзному поєдинку другого кваліфікаційного раунду кубку України проти «Миколаєва». Драган вийшов на поле в стартовому складі та відіграв усі 120 хвилин.

## Кар'єра в збірній
У 2015 році провів 1 поєдинок у футболці юнацької збірної Хорватії (U-20).

## Досягнення
- Кубок Італії (Серія C)
  -  Володар (1): 2017/18

- Перша футбольна ліга Словенії
  -  Чемпіон (1): 2020/21